# Rödingträsket (Stensele socken, Lappland, 727434-152412)
Rödingträsket är en sjö i Storumans kommun i Lappland och ingår i Umeälvens huvudavrinningsområde. Sjön har en area på 1,16 kvadratkilometer och ligger 685,4 meter över havet. Rödingträsket ligger i Vindelfjällen Natura 2000-område. Sjön avvattnas av vattendraget Magasjöbäcken.

## Delavrinningsområde
Rödingträsket ingår i det delavrinningsområde (727517-152396) som SMHI kallar för Utloppet av Rödingträsket. Medelhöjden är 697 meter över havet och ytan är 4,22 kvadratkilometer. Räknas de 5 avrinningsområdena uppströms in blir den ackumulerade arean 22,75 kvadratkilometer. Magasjöbäcken som avvattnar avrinningsområdet har biflödesordning 3, vilket innebär att vattnet flödar genom totalt 3 vattendrag innan det når havet efter 331 kilometer. Avrinningsområdet består mestadels av skog (70 procent). Avrinningsområdet har 1,17 kvadratkilometer vattenytor vilket ger det en sjöprocent på 27,6 procent.